# Gemeente- en polderhuis van Abcoude
Het gemeente- en polderhuis van Abcoude is het voormalig gemeentehuis van de in 2011 in de gemeente De Ronde Venen opgegane Nederlandse gemeente Abcoude.

## Geschiedenis
Het gebouw dat zich bevindt aan het Raadhuisplein te Abcoude is gebouwd in 1882 en 1883 in de waterstaatsstijl als zetel voor het college van burgemeester en wethouders van de toenmalige gemeente Abcoude-Proostdij. De bovenverdieping diende tot 1968 nog deels als woning. Voor de bouw van het nieuwe gemeentehuis vergaderde het gemeentebestuur in restaurant Het Regthuys. Toen het in 1881 bij wet verboden werd te vergaderen in een ruimte waar sterke drank werd geschonken, zag men zich genoodzaakt een gemeentehuis te bouwen.
Jarenlang diende het gebouw als decor van allerhande gebeurtenissen in het dorp zoals politieke verkiezingen, de ontvangst van Sinterklaas en ontvangsten van hoogwaardigheidsbekleders. Het gebouw huisvestte ook enkele decennia het politiebureau van de gemeente Abcoude.
Het gebouw raakte in onbruik met de opheffing van de gemeente Abcoude. In 2012 werd het pand verkocht aan een particuliere eigenaar.